# Potęgowe prawo Stevensa
| Kontinuum            | Wykładnik ({\displaystyle a}) | Cechy bodźca                      |
| -------------------- | ----------------------------- | --------------------------------- |
| Głośność             | 0,67                          | ciśnienie akustyczne, ton 3000 Hz |
| Wibracja             | 0,95                          | amplituda 60 Hz (na palec)        |
| Wibracja             | 0,6                           | amplituda 250 Hz (na palec)       |
| Jasność              | 0,5                           | źródło punktowe                   |
| Jasność              | 0,5                           | krótki błysk                      |
| Nasycenie czerwienią | 1,7                           | czerwono-szary                    |
| Smak                 | 1,3                           | sacharoza                         |

Potęgowe prawo Stevensa – prawo psychofizyczne, według którego siła (intensywność) odczuwanego wrażenia zmysłowego jest wprost proporcjonalna do wielkości bodźca, podniesionej do potęgi „a” (stała empiryczna).
Potęgowy charakter zależności był sugerowany już w XIX w. (Plateau 1872), jednak wsparcie propozycji bogatym zbiorem wyników badań doświadczalnych jest zasługą S.S.Stevensa (1906–1973).
Równanie Stevensa jest znane w postaci:
{\displaystyle \psi (I)=kI^{a},}
gdzie:
{\displaystyle I} – wielkość bodźca wywołującego wrażenie,
{\displaystyle \psi (I)} – psychofizyczna funkcja, opisująca zależność subiektywnie odbieranej siły wrażenia od wielkości bodźca,
{\displaystyle a} – wykładnik potęgowy, różny dla różnych zmysłów,
{\displaystyle k} – współczynnik proporcjonalności, zależny od rodzaju bodźców i stosowanych jednostek miar.
Według S.S. Stevensa równanie potęgowe powinno zastąpić sformułowane sto lat wcześniej logarytmiczne prawo Webera-Fechnera. Logarytmiczny charakter zależności siły wrażeń od wielkości bodźców zakwestionował również J.M. Harries (1960).
Od chwili opublikowania wyników badań Stevensa (1957) nie zostało ostatecznie rozstrzygnięte, które z równań lepiej opisuje zależność siły wrażenia od wielkości bodźca. Największe wątpliwości dotyczą charakteru funkcji w zakresie najmniejszych wyczuwalnych bodźców. Poszukiwania ogólnie akceptowanego prawa psychofizycznego są kontynuowane. Utrudnia je niewielka precyzja ocen siły wrażenia, które w dużym stopniu zależą od metod przeprowadzania testów psychofizycznych. Nadzieje na rozwiązanie problemu są związane rozwojem technik elektroencefalograficznych.